# سينما فنزويلا

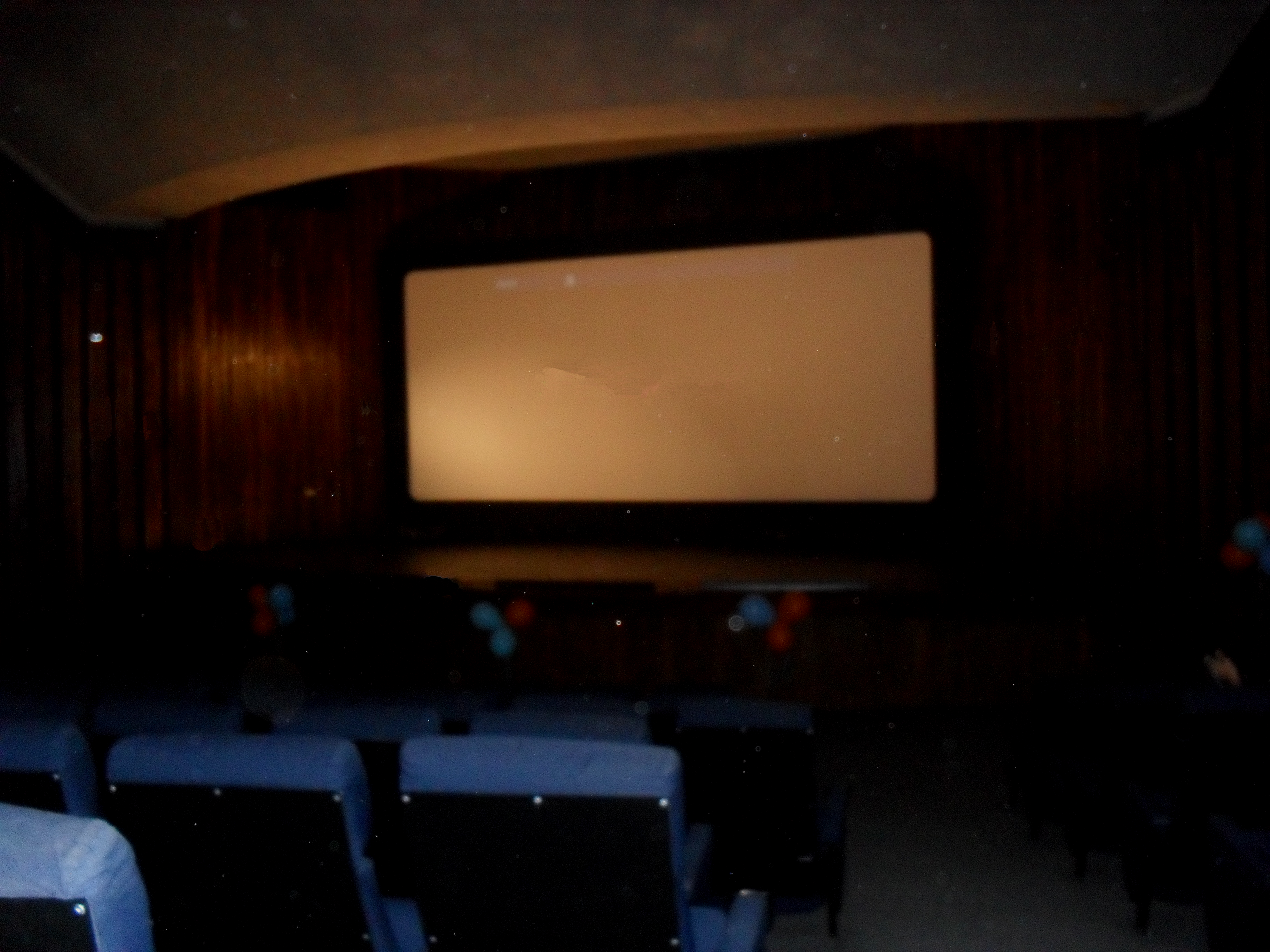

يتناول المقال الأصول التاريخية و الخصائص الأساسية للسينما في فنزويلا.

## تاريخ

### مبادئ
تم تنفيذ أول مشروع سينمائي في ماراكايبو يوم 11 يوليو عام 1896. و كانت الألة المستعملة هي مسلاط توماس إديسون و الذي تم الحصول عليه من قبل لويس مانويل منديز في مدين نيويورك. حيث تعاقد مع مانويا تروخيو دوران لكي يبدأ بتفعيل الألة. كانت أول الأفلام المعروضة يوم 28 يناير عام 1897 في مسرح بارلاتو في ماراكايبو هم استشاري مشهور في خلع الأسنان في فندق جراند أوروبا و أولاد يسبحون في بحيرة ماراكايبو حيث تم إخراج الفيلمين من قبل نفس الشخص. ظهر في نفس العام رواد سنيمائيين آخرون ريكاردو روفل و كارلوس لويس تشابيين حيث قاموا بعمل بعض الأفلام القصيرة في مدينة كاراكاس.
تم تصوير أول فيلم روائي أطُلق عليه سيدة كاينيس أو الشغف و مقتل مارغريتا جوتيريز من قبل إنريكي زيمرمان عام 1916. بعد ثمان أعوام في 1924 تم تصوير فيلم المتسلقة مستوحاة من رواية رومولو جاييجوس.

### السينما الناطقة
في حين قام البعض عام 1931 بمحاولات إضافة الصوت إلي فيلم أجمل اللألألي، فيعد فيلم تابوجا عام 1938 هو الفيلم الناطق الأول في فنزويلا. كما تم تصوير أول فيلم روائي ناطق و هو الكسر من قبل أنطونيو ديلجادو جوميز.
في نهاية العقد الثلاثيني، أنشأ روميلو جاييجوس دراسات أبيلا في مدينة كاراكاس، و في بدايات الأربعينيات أسس جييرمو فياجاس بلانكو شركة بوليفار فيلمز، حيث بدأ في الدخول في شراكات إستراتيجية مع المكسيكي رودولفو اسبينو و الأرجنتيني لينو فلوفرتي، لإنتاج أفلام روائية في الإطار الصناعي. فكان أول فيلم الأكثر شهرة وصل يخت إيزابيل في هذه الليلة إخراج كارلوي هوجو كريستنسن، حيث فاز بجائزة أفضل تصوير سينمائي في الاحتفال الرابع لمهرجان كان السينمائي عام 1951.
حاز الفيلم الوثائقي أرايا إخراج مارجوت بيناسيراف الفيلم الفنزويلي الأكثر شهرة حتي هذه اللحظة على جائزة النقاد في مهرجان كان عام 1959. و حازت بيناسيراف علي لقب أفضل مخرجة في مؤسسة العامة للسينما في فنزويلا عام 1966.

### السينما في العقد السادس
عرض ماوريسيو اودرمان نييتو فيلمه الهيكل الوظيفي للعثور علي الذات EFPEUM في عام 1965. وظهر هذا الفيلم الذي يعد أول محاولة للخيال العلمي في فنزويلا حيث كان سابق لأوانه في بلد لم تستيقظ بعد من الواقعية، حيث بدأت بالكاد تقبل فكرة الواقعية السحرية كعنصر في الثقافة الفنزويلية. علق المخرج في روايته الخيالية علي الفيلم عندما اعترض الجميع (1973):
| سينما فنزويلا | انتهيت في تلك الأيام من تصوير فيلم الخيال العلمي. وعندما عرضوه في ذلك المكان السئ الذي يدعي السنيما، قررت عدم الحضور و لكن حاولت أن ألقي السمع من مكان بعيد. حيث قال أحدهم "الفيلم الأكثر جنوناَ هذا العام". لكن لم يفهم أحد فحوي الفيلم. ضحك الجميع بصوت عال، وعلي ما يبدو استمتع المشاهدين كثيراً. لم تكن غايتي تقديم فيلم كوميدي، و لكن هذا ما حدث فكان النجاح. لم أعلم قط أن الفيلم ظل في أيدي المنتجين حيث ألقوه في أدراج المكاتب كما يفعل الأخرون في بلاد المحيط الأطلسي... | سينما فنزويلا |

### السينما الفنزويلية الحديثة
حقق فيلم عندما أريد البكاء لا أبكي ماوريسيو فاليرشتاين عام 1973 نجاحاً غير مسبق في شباك التذاكر، الذي أقتبس عن راية ميجيل اوتيرو سيلبا، مما أدي بداية حركة الازدهار أو البوم الذي يطلق عليها السنيما الفنزيلية الحديثة. حيث تعد من تيار السنيما الاجتماعية الذي اشتهر في العقد السابع ومن أبرز مؤسسيه بجانب فالرشتاين، رومان تشالباود بالأخص في فيلمه السمكة التي تدخن، وكليمنتي دي لا سردا عن فيلم أنا الجاني.
استمر هذا التيار خلال الجزء الأكبر من العقد الثامن من خلال أفلام مثل ماكو المرأة البوليسية لسلوفيج هوجيسيخين و فيلم موت غير مشروع لسيزر بوليفار. احتلت عام 1985 ستة أفلام فنزويلية تخرج الجاني، وذكوراً وإناثاً، وياكو، وأوريانا ،والهجوم و أخيراً ما وراء الصمت بين أكثر عشرة أفلام مبيعاً في شباك التذاكر. و مع ذلك خلال ذلك العقد وقعت أزمة اقتصادية كبيرة في البلاد، حيث أدي إلي انخفاض ملوظ في السنيما الوطنية.فيلم ساعة الحرب الأهلية أمريكا الجنوبية وأمريكا الشمالية

### السينما في العقد التاسع
يبدأ العقد التاسع بوضع جيد بالنسبة للسينما الوطنية حيث عرض فيلم تصويب للقتل عام 1990 لكارلوس أزبوروا، و خيركو للويس ألبيرتو لاماتا، و النهر الأسود لأتوالبا ليتشي عام 1990. لاقت تلك الأفلام نجاحاً كبيراً في شباك التذاكر حتي وصلت للعديد من الجوائز الدولية.
صدر قانون السينما الوطنية عام 1994، و الذي ينص علي إنشاء مركز السينما المستقلة الوطنية التي حلت محل فونسيني السابق. ومع ذلك تميز باقي العقد بإنتاج سنيمائي منخفض حيث تعاون كلأ من إيليا شنيدر و خوسيه رامون نوبوا، من خلال أفلام: القاتل (1995) حيث حاز علي أهم الجوائز و أكثر المبيعات حتي الآن و فيلم ايوليبيجا:قانون الشارع (1997) وفيلم المنقبين (1999) المعروف في الخارج بذهب الشيطان.

### القرن الحديث و التكنولوجيا الحديثة
حقق المخرج دييجو ريسكيز نجاجاً جديداً في شباك التذاكر من خلال فيلمه مانويلا ساينز. و بالرغم من هذا فإن التغيير الحقيقي في السينما الفنزويلية كان من الممكن أن يتحقق بعد عدة سنوات حيث عُرض في 2003 أول فيلم رقمي يوتوما، بدأ يطير  للويس أرماندو روتشي و المكسيكي رودولفو اسبينو. وفي عام 2004 تم عرض نقطة و سهم لإيليا شنايدر وروكي باليرو و إدجر راميرز، حيث كان أحد الأفلام الأكثر نجاجاً و شهرة عالمياً. و حاز الفيلم علي أربع جوائز في مهرجانات عالمية.
أصبح فيلم قطار الاختطاف لجوناثن جاكوبوفيتش في عام 2005 أكثر فيلم مشاهدةً في فنزويلا. كما يعد نجاحاً كبيراً في توزيعه بواسطة شركة ميرماكس علي المستوي العالمي. في نفس ذات العام عُرض إل كاراكاسو لرومان تشالباود، حيث كان الفيلم الأكثر ميزانية في تاريخ السينما الفنزويلية، على الرغم من خسارته الشنيعة في شباك التذاكر. بالإضافة إلى تطبيق قانون إصلاحي للسينما الوطنية و الذي حث علي بعض التغييرات، كفرض نسبة رسوم علي شاشة العرض السينمائية وأيضاً تشجيع الشركات الخاصة علي المشاركة في الأنشطة السينمائية عن طريق الضرائب المتعددة والحوافز الضريبية. عرض فيلم إيلبسيس لإدواردو ارياس ناس يوم 29 سبتمبر 2006 والذي تم إنتاجه في نفس ذات العام، وهو أول فيلم فنزويلي بنسخته اللأمريكية اللاتينية أنتج ووزع بواسطة سينتشوري فوكس. في هذا العام تم عرض إحدي عشرة فيلم فنزويلي حيث حقق فيلم فرانشسكو دي ميراندا لدييجو ريسكيز أعلي الإيرادات.
عرض فيلم إيلبسيس لإدواردو ارياس ناس يوم 29 سبتمبر 2006 والذي تم إنتاجه في نفس ذات العام، وهو أول فيلم فنزويلي بنسخته الأمريكية اللاتينية حيث أنتج ووزع بواسطة سينتشوري فوكس. و في العام المذكور آنفاً تم عرض إحدي عشرة فيلم فنزويلي حيث حقق فيلم فرانشيسكو دي ميراندا لدييجو ريسكيز أعلي الإيرادات.
أنتج فيلم بطاقات بريدية من لينينغراد لماريانا روندون عام 2005 وعرض يوم 15 سبتمبر 2007. وتم تمويله من قبل وزارة الثقافة والشركة الفنزويلية للبترول و قناة تيليسور. وهو أحد الأفلام الفنزويلية الأكثر نجاحاً في الساحة الدولية حتي الآن بحصوله علي جائزة بيارتز الكبري و جائزتين من المهرجان الدولي الواحد و الثلاثين للسينما في ساو باولو. بالإضافة إلى ترشيحه لجوائز الأوسكار عن أفضل فيلم أجنبي.
تم عرض الفيلم عودة ميراندا عام 2007 حيث يدور حول حياة فرانشسكو دي ميراندا، الذي أنتج بواسطة مؤسسة بيا ديل سينا، و التي تم إنشائها من قبل الحكومة الفنزويلية التابعة لوزارة الثقافة.
أصبح الفيلم مقهي لوبي للمخرجة مايانا فوينتس عام 2008 من أكثر الأفلام القصيرة شعبية في المهرجانات السينمائية، مشاركاً في أكثر من ثلاثين مهرجان علي المستوي المحلي والعالمي. يتضمن الفيلم أبرز ممثلي فنزويلا حيث كان من بينهم إلبا اسكوبار وميمي لازو وإيتش وايلدبريت وجونثالو كوبيرو. تم تمويل الفيلم المذكور آنفاً من قبل المركز الوطني المستقل للسينما.
عُرض في عام 2009 فيلم يوم البرتقال للمخرجة أليخاندرا سيزبلاكي و فيلم المحرر الأخلاقي لإفيتربي تشارالمبيدس وأيضاً الفيلم الوثائقي سوينج كون سون (أرقص مع سون) لرفائيل مارسيانو، بالإضافة إلى فيلم مكان بعيد لخوسيه رامون نوفوا وزامورا لرامون تشالباود والفيلم الوثائقي فانتاسمو (الشبح) لجوناس أر. ج. وأيضاً الفيلم الوثائقي ذكريات بادرة لأندريس أجوستي، من بين العديد من الإنتاجات السينمائية الأخري.
ظهر في العام نفسه علي الصعيد المحلي و الدولي فيلم فينزيا إخراج حايك جازاريان. قيل عن هذا الفيلم بأنه صاحب أعلي ميزانية في السينما الفنزيلية حيث تجاوزت المليون دولار، حيث تدور أحداثه حول قصة غير معروفة بشكلِ كافِ عن مدادات النفط الفنزويلي خلال الحرب العالمية الثانية في إطار رومانسي. حصد الفيلم خمسة عشر جائزة من مهرجانات سينمائية عالمية. و بهذا اكتسب الإنتاج السينمائي الفنزويلي شهرة عالمية في السنوات العشر الأخيرة. حيث تم عرضه في 2011 في المكسيك يليها الإكوادور والمدن الناطقة للإسبانية في الولايات المتحدة.
احتوي عام 2010 علي أفلام ذو ثقل مثل فيلم الأخ إخراج مارسيل راسكين الحائز علي جائزة أفضل فيلم في مهرجان موسكو للسينما. تم ترشيحه من قبل فنزويلا لجائزة الأوسكار لأفضل فيلم أجنبي. أما عن فيلم تيشلا لإدواردو بارباينا فاستطاع الحصول في مهرجان السينما الفنزويلي في 2009 معظم الجوائز كان من بينهم أفضل فيلم وأفضل ممثلة وأفضل ممثلة مساعدة وأفضل سيناريو وأفضل مخرج بالتقاسم مع سيزر بوليفار وأيضاً جائزة الجمهور. نجد أيضاً فيلم هافانا إيفا بطولة خوان كارلوس جارثيا و بيراكريتي مادورو و إخراج فينا توريس، حاز علي جائزة أفضل فيلم دولي في مهرجان السينما اللاتينية في نيويروك عام 2010. يعتبر المهرجان المذكور هو الأول من نوعه في تقديم الأفلام الروائية. أما عن الأفلام الكلاسيكية فنجد فيلم ساعة الصفر للمخرج دييجو فيلاسكو وموسيقي لفريدي شاينفيلد وجابريل فيلاسكو وطاقم التمثيل الذي يضم ساباتا 666 وإريك يايلدبريت وماريسيا رومان وألبي دي أبرو من بين آخرون.
جذب فيلم الطفل الذي يكذب لماريته أوجاس انتباه الجمهور المحلي، بالإضافة إلى حكام مهرجان برلين السينمائي، متحولا إلى أول فيلم فنزويلي يشارك في مثل هذه المنافسة اللامعة. وقد قام في نفس العام فيلمي ريبيرون لدييجو ريسكيز و فيلم إشاعة الاحجار لأليخاندرو بياميه بالاثيوس بأحتكار الجوائز في مهرجان ماردة للسينما الفنزويلية، بحصولهما على سبعة وستة جوائز على التوالي.
يعد الفيلم الوثائقي لغز البحيرات: بقايا الإنديز لأتاولبا ليتشي هو الأكثر ترشحا في ثلاث و عشرين مهرجاناً أجنبياً من بينهم مهرجان مونتريال السينمائي الدولي و مهرجان بوينس آيرس بالأرجنيتن و بوسان في كوريا وغوادالاخارا في المكسيك و سان خوان في الأرجنتين.. إلخ.
حاز عام 2013 فيلم الشعرالردئ للمخرجة ماريانا روندون جائزة الصدفة الذهبية في مهرجان سان سباستيان السينمائي الدولي، كما انه كان ضمن قسم سينما العالم المعاصر، في مهرجان تورونتو السينمائي الدولي. وقد تم عرضه لاحقا في فنزويلا يوم 25 أبريل 2014.
عرض عام 2014 الفيلم الوثائقي يوجد أحد هناك، من إخراج كل من إدواردو بيلوريا دابوين وجيوكندا موتا. هو أول إنتاج سينمائي فنزويلي مستنداً على وقائع حقيقية عن مرض التوحد؛ وكذلك يصبح فيلم أزرق وليس وردي لميجيل فيراري أول فيلم فنزويلي يفوز بجائزة جويا لأفضل فيلم ايبرو أمريكي. وفي العام ذاته ترشح فيلم محررفي القائمة القبل نهائية لجائزة أفضل فيلم غير ناطق بالإنجليزية بين 9 أخرون لجوائز أوسكار2014؛ إلا انه لم يتمكن من أن يكون من بين الأفلام الخمس النهائية للترشح. وجدير بالذكر، أنه تم عرضه في مهرجان تورونتو السينمائي الدولي عام 2013 وفي فنزويلا يوم 24 يوليو عام 2014، في نفس يوم إحياء ذكرى ولادة سيمون بوليفار.
عرض فيلم المسافة الأكثر بعداً للمخرجة كلاوديا بينتو في أغسطس 2014، الحائز على جائزة أول أفضل فيلم ايبرو أمريكي في الاحتفالية الثانية من جوائز البلاتين عام 2015. تحقق في ذلك العام النجاح السينمائي الأكثر أهمية في تاريخ السينما الفنزويلية، حيث أصبح فيلم لورنزو بيجاس من هناك، الحائز على جائزة أول فيلم، الفيلم الفنزويلي الأول الذي يكون ضمن القسم الرسمي لمهرجان البندقية السينمائي، الأقدم و ثاني أهم مهرجان بالعالم، وفاز بجائزة الاسد الذهبي لافضل فيلم في المهرجان، أصبح أول فيلم من أمريكا اللأتينية و متحدث بالأسبانية في الحصول عليها. وأيضا تم تقديمه في مهرجان تورونتو السينمائي الدولي ضمن قسم: ديسكفري، في مهرجان سان سباستيان السينمائي الدولي ضمن قسم: الافاق اللأتينية، في مهرجان مار ديل بلاتا السينمائي الدولي في المسابقة الرسمية الأمريكية اللاتينية وفي مهرجان لندن السينمائي ضمن قسم: درايف؛ جميع المهرجانات «من الدرجة الأولى».

## المنظمات

### المؤسسات و النقابات
المنظمات و النقابات الأكثر أهمية في فنزويلا:
- المركز الوطني للسينما المستقة، هي الهيئة العامة للسياسات العامة السينمائية.
- الرابطة الوطنية للمؤلفين السينمائي، تعد النقابة الرئيسية لصناعة السينما في فنزويلا.
- غرفة المنتجون الفنزويليين للأفلام الروائية الطويلة، هي النقابة الرئيسية للمنتجين.
- السينما الوطنية، تمتلك وسائل عرض وتنظم الورش وتنشر الكتب والدي في دي المتعلقة بالسينما الفنزويلية و العالم.

### شركات الإنتاج
فيما يلي دور الإنتاج السينمائي الأكبر في فنزويلا:
- بوليفار فيلمز
- سنيسا للتحليل السمعي و البصري
- لا بيا ديل ثينا (وادي السينما)
- سينما سور
- لا موفيدا فيلمز
- جواكامايا فيلمز
- بريميرا فوسيس
- كينوكي

### توزيع
من أهم شركات التوزيع في فنزويلا:
- بلانسيكا
- سينس أونيدوس
- ديزني الفنزويلية
- أمازونا فيلمز

### دور العرض
استولت علي أكثر من 90% من صالات العرض السينمائية شركتي:
- سينكس
- سينس أونيدوس

بالإضافة إلى ما ذكر آنفاً:
- جران سيني
- شبكة صالات العرض البديلة للسينما الوطنية
- سوبر سينس

## مهرجانات و جوائز
تقعد المهرجانات في فنزيلا بشكل غير دوري ومنتظم. من أبرزها:
- مهرجان مانويل تروخيو دوران، يقام سنوياً في مدينة ماراكايبو في ولاية زوليا.
- مهرجان الأفلام الطلابية في كاراكاس، أنشأ عام 1991 واحتفل به للمرة الخامسة عشر حتي 2011، حيث كان علامة بارزة للسينما الشبابة في فنزويلا و باقي أنحاء أمريكا اللاتينية. يوجد داخله ورش عمل مجانية تقدمها مواهب عالمية، وندوات ومشروعات ومسابقات بجوائز جيدة.
- المهرجان باركيسيميتو الوطني للأفلام القصيرة، بدأ عام 2004 و يكرم سنوياً شخصية ذا أهمية في المجال.
- مهرجان فنزويلا السينمائي، يقام منذ 2001 في مدينة ماردة حيث يتم تجميع الأفلام الروائية سنوياً التي تنتجها البلاد في ترتيب تصاعدي. قام عام 1987 الاحتفال الخامس والأخير لهذا المهرجان في كاراكاس. ولكن في 1950 دعمت المؤسسة لتنمية الفنون والثقافة ذلك المهرجانو التي أرادت الاحتفال به كل سنتين، في حين أن الإنتاج السينمائي الفنزويلي أخذ في الازدهار فتم الاحتفال به سنوياً. قام الدورة السابعة في 2011.
- مهرجان السينما اللاتينية وجزر الكاريبي: يعقد في جزيرة مارغريتا منذ 2009. لا يقتصر فقط هذا المهرجان علي المخرجين من فنزويلا فقط بل أيضاً من باقي أنحاء أمريكا اللاتينية وجزر الكاريبي. كما يتضمن الأفلام القصيرة والأفلام المحلية، فضلاً عن غيرها من الأنشطة الفنية والتي لا تتعلق فقط بالمجال السينمائي.
- مهرجان الروحانية في السينما الفنزويلية: بدأ في عام 2011 في مدينة جوايانا الفنزويلية، حيث يسعي المهرجان لتسليط الضوء على القيم الفنزويلية. في ذلك المهرجان تم تقديم لأول مرة في فنزويلا جائزة سيجنس والجوائز الخاصة بالمهرجان مما أدي إلى اكتسابه الطابع الدولي.
- مهرجان السينما «بين الأفلام الشرقية القصيرة و الطويلة»: ظهر في مدينة بويرتو لا كروز بغرض عرض الأعمال السينمائية الشرقية (في شرق البلاد) للجمهور. وقام لأول مرة عام 2011.
- المهرجان الدولي في كاراكاس للأفلام القصيرة.

و بالمثل كانت بعض الجوائز تحاول الانضمام إلى مثيلاتها الأخريات:
- جائزة السينما الوطنية من قبل وزارة القوي الشعبية لتسليط الضوء على الأعمال التي تتسم بالطابع الفنزويلي.
- جائزة اناك من قبل الرابطة الوطنية للمؤلفين السينمائين حيث كنت النقابة الأساسية للمخرجين في البلاد.

### الجائزة المحلية للسينما
تُقدم من قبل اللجنة الدائمة للتعليم و الثقافة في بلدية ليبرتادور في كاراكاس.

#### السينما المحلية للسينما 2012
في عام 2012 تم تسليم 46 جائزة و 122 ألف بوليفار فنزويلي للفائزين.

##### جوائز الأفلام الروائية
- أفضل فيلم: ريفيرون لدييجو ريسكيز.
- أفضل فيلم وثائقي: براميل المياه لكلاريسا دوكي.
- أفضل إخراج: أليخاندرو بيامي عن فيلم صوت الحجر.
- أفضل إخراج فني: أسدروبال منلنديز عن فيلم أيام السلطة.
- أفضل سيناريو: أوليجاريو باريرة عن فيلم التفاحة الزرقاء.
- أفضل ممثلة مساعدة: لوردس فاليرا عن فيلم رأساً علي عقب.
- أفضل ممثل: لوجي سيامانا عن فيلم ريفيرون.

##### جوائز الأفلام القصيرة
- أفضل فيلم قصير: الليلة التي أعلنت عن الفجر لجيرارد يوزكاتيجي.
- أفضل فيلم رسوم متحركة قصير: أريد أن أتألق لبراكريتي مادورو.
- أفضل سيناريو: جابريل إدواردو لاكروز عن فيلم سوخا.
- أفضل مونتاج: خوسيه روسالس عن فيلم هو.
- أفضل ممثل: أنغيل رفائيل خيل عن فيلم نوستالجا (الحنين إلى الماضي).
- أفضل ممثلة: ماريا فرناندا فيرو عن فيلم سوخا (فول الصويا).

##### جوائز التوزيع السينمائي
- نادي السينما أو مؤسسة الحماية السينمائية والتوزيع السمعي و البصري: نادي علي الأول.
- غرفة الفنون الأكثر شهرة: غرفة ماراكاي تابعة لشركة نايكهوس فيلمز.
- الموزع و الأرشيف الأكثر تميزاً: امازونيا فيلمز.

## المواقع الإلكترونية لنشر الأفلام الفنزويلية
المواقع التالية هي مواقع مفعلة في الوقت الحالي حيث تتبع أخبار صناعة السينما في فنزويلا:
- زونا سيني [6]

يعتمد علي الشبكات الاجتماعية حيث يقدم نسخة حديثة و ممتعة لجذب العامة للصناعة السينما في فنزويلا والعالم.
- مجلة انسيني[7]

مجلة إلكترونية، تديرها المدرسة الوطنية للسينما و تحتوي علي مقالات وفيديوهات والأخبار الحالية عن السينما في فنزويلا و العالم.
- دليل فيسور[8]

الدليل المهني لوسائل الإعلام البصرية والسمعية في فنزويلا.
- توجهات السينما الفنزويلية[9]

مجموعة من الصور لصناع السينما في فنزويلا
- منتدي السينما الفنزويلي[10]
- منتدي السينما [11]

منتدي يناقش السينما في فنزويلا
- جران سيني[12]

يناقش المهرجانات السينمائية وأخبار عن السينما العالمية
- سيتي أه لا كارجا[13]

حلقات أسبوعية كل سبت يقدمها خوان كارلوس لوسادا، مدير المركز الوطني المستقل للسينما
- سيني أنجولار[14]

هو مشروع من قبل شركة إنتاج نوتافونس، بغرض تغطية أخبار الإنتاج السينمائي في فنزويلا و باقي أنحاء العالم.
- السينما الفرنسية[15]

تابعة للسفارة الفرنسية في فنزويلا
- مي كيدو كورتو[16]

موقع يتناول الفن السابع وأحداث السينما المستقلة والتجارية والمهرجانات وأية حدث يتعلق بالسينما.
- كونترا بونتو.كوم[17]

صفحة إلكترونية للأخبار في فنزويلا متتخصصة في النقد السينمائي.
- السينما السابعة[18]

نشأت تلك الصفحة في فنزويلا وتتخصص في وصف ونقد الأفلام داخل و خارج فنزويلا.
- مادة تعليمية وملاحظات عن صناعة السينما [19]

ملاحظات حول صناعة السينما بيد المخرج رافائيل مارسيانو
- أفكار بابل، سينما و تليفزيون[20]

يكتب كل من يعقوب بنزو ولويس بوند وألفونسو مولينا بالتعاون مع بابلو جامبا ولوزا أوجيتي وروبرت جوميز وإيزابيل بريرا بيزاني وأليساندرا ستانلي...
- محللون عالميون[21]

يقوم لويس بوند بتحليل الأفلام
- السينما أونلاين[22]

نشرة إخبارية للمركز الوطني المستقل للسينما

## المدارس السينمائية

### التعليم العالي
وجدت في فنزويلا عدد قليل من المدارس المتخصصة في التعليم البصري والسمعي علي المستوى الجامعي مثل المدرسة الوطنية للإذاعة والتي أنشأت في 15 ديسمبر 1995 في ماردة، في جامعة لوس أنديز حيث تعتبر أول جامعة مانحة لدرجة الليسانس في ذاك المجال، وأيضاً المدرسة الوطنية للفيلم التي أنشأت في 2009 في كاراكاس تحت رعاية جامعة فنزويلا المركزية وشركة بوليفار فيلمز. تقدم الجامعة الوطنية التجريبية للفنون منذ 2010 البرنامج الوطني للتدريب على الفنون السمعية والبصرية وشهادات البكالوريوس مع توصيات للعمل في عدة شركات سنيمائية. و توجد أيضاً مدرسة كاراكاس للسينما والتلفزيون وأيضاً مدرسة سرخيو أنتيانو للسينما في مقاطعة زوليا الفنزويلية.
أما عن باقي أنحاء البلاد فكانت الجامعات التي تقدم الدورات اللازمة حيث تشجع الطالب علي تطوير ذاته في المجال السينمائي. من بينهم:
- جامعة فنزويلا المركزية (كلية الفنون السينمائية وكلية الإعلام الاجتماعي)
- جامعة أندريس بيو الكاثوليكية (كلية الإعلام الاجتماعي قسم الفنون السينمائية)
- جامعة سانتا ماريا (كلية الإعلام الاجتماعي قسم الصحافة السينمائية)
- جامعة زوليا (كلية الفنون الأدائية والسمعية والبصرية وكلية الإعلام الاجتماعي)
- جامعة رافائيل بيوسو تشاسين (كلية الإعلام الاجتماعي القسم السنيمائي)
- جامعة آراغوا للمئوية الثانية (كلية الإعلام الاجتماعي القسم السنيمائي)
- الجامعة البوليفارية في فنزويلا (كلية الإعلام الاجتماعي)
- جامعة سانتا روزا الكاثوليكية (كلية الإعلام الاجتماعي القسم السنيمائي)
- جامعة فرمين تورو (كلية الإعلام الاجتماعي)
- جامعة لوس أنديس (كلية الفنون السنيمائية)
- جامعة سيسيليو أكوستا الكاثوليكية (كلية الإعلام الاجتماعي والفنون السينمائية والإخراج)
- جامعة أرتورو متشيلينا (كلية الإعلام الاجتماعي والسنيمائي)
- معهد رودولفو لورو أريسمندي الجامعي للتكنولوجيا الصناعية (علوم سينمائية وتصوير وكلية السينما والراديو والتلفزيون والتصوير)
- جامعة فرانشيسكو دي ميراندا الوطنية التجريبية (كلية الفنون السينمائية والإخراج والراديو)
- جامعة الوطنية التجريبية للفنون (كلية السينمائية أقسام عدة كالإخراج والإنتاج والتصوير والمونتاج والصوت والتأليف)

### المشاريع المستقبلية
أعلن خورخي أنطونيو جوميز، رئيس بيا ديل سيني (وادي السينما) في يونيو 2014 عن نية الحكومة لإنشاء مدرسة للسينما في فنزويلا. تولي ابن الرئيس، نيكولاس ارنستو مادورو المشروع كمنسق للاجتماعات الفنية.